# Église Saint-Martin de Saint-Martin-Cantalès
Pour les articles homonymes, voir Église Saint-Martin.
L'église Saint-Martin est un édifice religieux situé à Saint-Martin-Cantalès dans le Cantal, en France.

## Historique
L'église est inscrite au titre des monuments historiques le 8 mai 1926.

## Galerie de photos

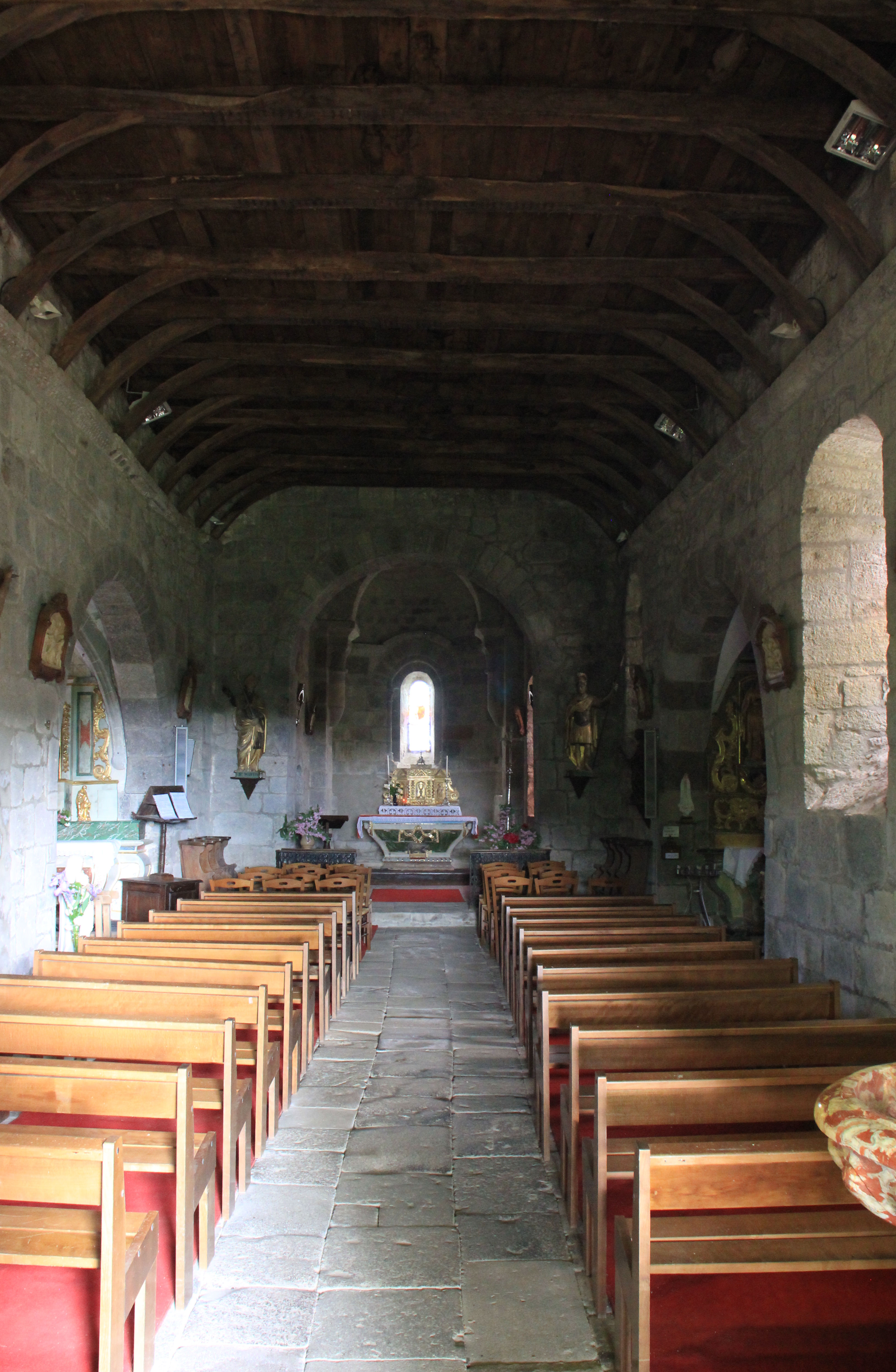
Intérieur
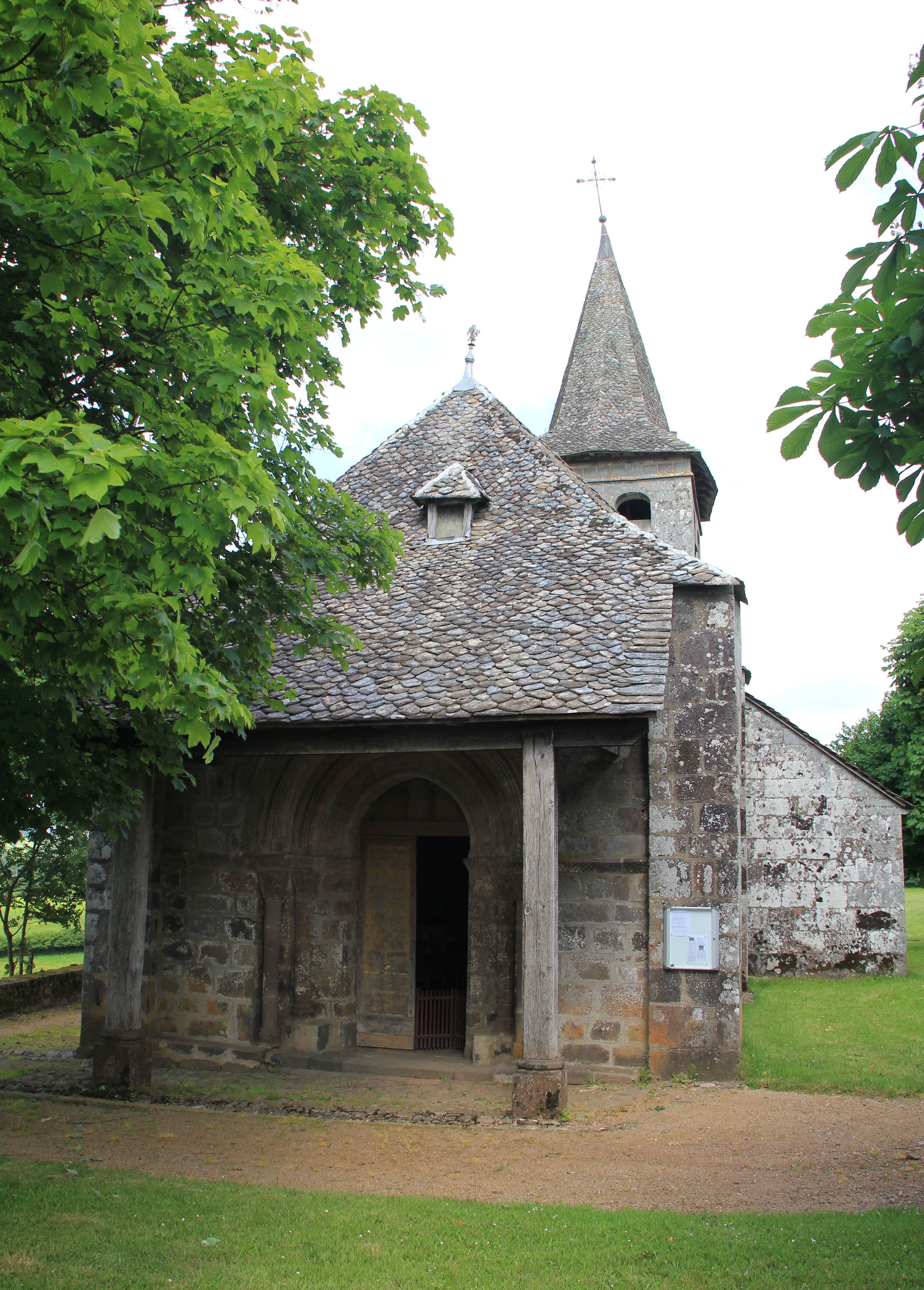
Façade Ouest